# Alejandro Carrión
Alejandro Carrión Aguirre (Loja, 11 de marzo de 1915 - Quito, 4 de enero de 1992), fue un poeta, escritor, crítico literario, ensayista y periodista ecuatoriano.
Tras estudiar en Quito y participar en movimientos literarios y políticos, consolidó su carrera como poeta y periodista, destacando por su estilo crítico y su compromiso con la cultura ecuatoriana. Su trayectoria incluye la fundación de la revista "Letras del Ecuador" y la publicación de obras significativas como su novela "La espina" y "Esta vida de Quito". Carrión dejó un legado importante en la literatura y el periodismo ecuatorianos, siendo reconocido con premios como el María Moors Cabot y el Premio Eugenio Espejo.

## Biografía

### Primeros años

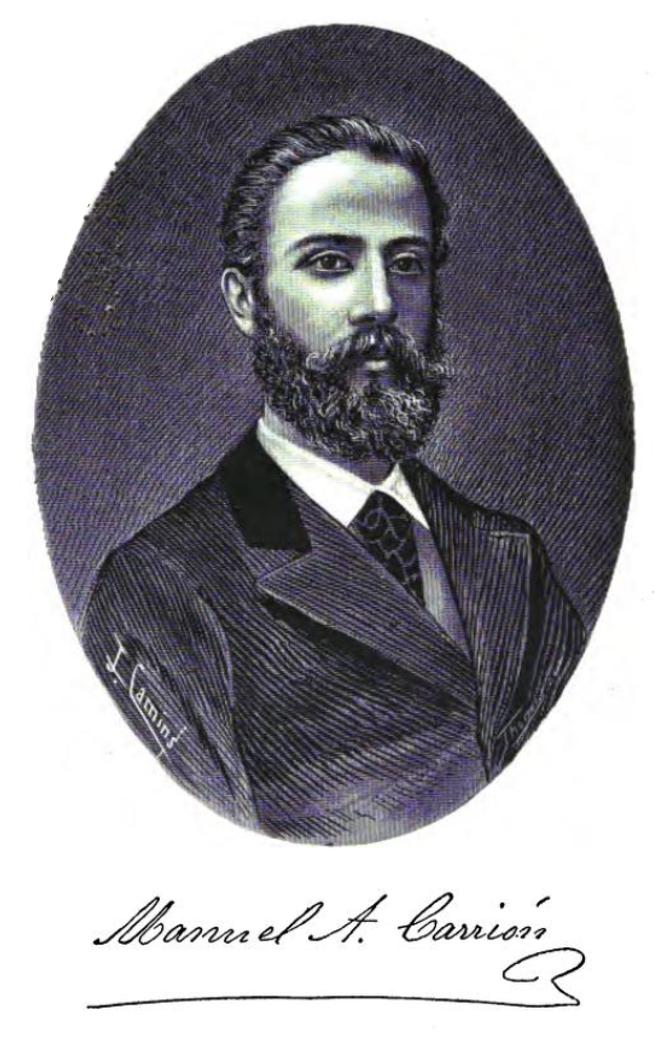
Manuel A. Carrión, poeta y abuelo de Alejandro Carrión

Alejandro Carrión nació en Loja en 1915, en un entorno familiar literario que influyó en su amor por la lectura y la escritura. Sus primeros años estuvieron marcados por experiencias en una hacienda azucarera, donde escuchaba cuentos tradicionales que dejaron una huella en su obra. Inició su educación en la escuela José Antonio Eguiguren y luego en el colegio Bernardo Valdivieso, donde su talento literario fue reconocido por su profesor Ángel Felicísimo Rojas.
Durante su juventud, Carrión se involucró en la escena literaria y política de Quito y estudio en la Universidad Central de Ecuador. Colaboró en la revista "Hontanar" y luego se unió a un grupo de jóvenes escritores que desafiaban la poesía tradicional, adoptando una postura revolucionaria y social. Sus ideas lo llevaron a escribir obras vanguardistas y a participar activamente en el Partido Socialista Ecuatoriano. Entre 1936 y 1944, Carrión consolidó su primera etapa poética, con obras como "Luz del nuevo paisaje" y "Agonía del árbol y la sangre". Su vida personal también influyó en su poesía, como el poema "Pequeña Ciudadana" dedicado a su pareja. A pesar de su talento y reconocimiento, Carrión experimentó dificultades en su vida profesional, trabajando en diversos empleos y enfrentando la inestabilidad política de la época.

### Trayectoria
En 1944, Alejandro Carrión destacó a nivel internacional al ser incluido en una antología de poetas americanos publicada por New Directions. Su influencia en la cultura ecuatoriana se consolidó con su participación en la fundación de la Casa de la Cultura Ecuatoriana, donde dirigió la editorial y fundó la influyente revista "Letras del Ecuador". Durante este período, publicó obras poéticas significativas como "Poesía de la soledad y el deseo" y colaboró activamente con destacados artistas y escritores nacionales.
A finales de la década de 1940, Carrión incursionó en el periodismo, destacando por su columna "Esta vida de Quito" en el diario El Universo. Su estilo directo, irónico y su capacidad para conectar con el lector le ganaron popularidad y reconocimiento. Paralelamente, continuó su producción literaria, publicando ensayos y relatos como "Los compañeros de Don Quijote" y "La Manzana Dañada". En la década de 1950, Carrión mantuvo una postura crítica frente al poder político, lo que le generó conflictos y censura. Fundó la revista política "El Alacrán" y continuó su labor periodística, denunciando la corrupción y los abusos del gobierno.  Después sufriría violencia física a manos de la policía en 1955, lo que generó un escándalo nacional. A pesar de las investigaciones, los responsables nunca fueron castigados, pero el incidente marcó la reputación del Ministro de Gobierno de la época. En los años siguientes, Carrión continuó su actividad política y periodística, apoyando campañas electorales y fundando el semanario "La Calle", conocido por su estilo y crítico.
Durante este período, Carrión publicó obras literarias importantes, como "Los Poetas quiteños del Ocioso de Faenza", que le valió el premio Tobar de la Municipalidad de Quito. Su novela, "La Espina", fue publicada por la editorial Losada de Buenos Aires y recibió elogios por su estilo innovador y su exploración de la soledad.  En 1960, Carrión viajó por Sudamérica para defender la nulidad del Protocolo de Río de Janeiro y, a su regreso, apoyó la candidatura presidencial de Galo Plaza Lasso. Este cambio en su postura política hacia el liberalismo, sumado a sus críticas a antiguos aliados, le generó impopularidad y controversia en el ámbito nacional. En la década de 1960, Alejandro Carrión consolidó su reconocimiento internacional al recibir el premio María Moors Cabot de periodismo de la Universidad de Columbia. Continuó su prolífica carrera literaria y periodística, publicando obras como "Ensayos, Trece años de cultura nacional 1944-57" y contribuyendo al "Diccionario de la Literatura Latinoamericana". Sin embargo, su postura política lo llevó a criticar a Velasco Ibarra, lo que generó críticas y distanciamiento de sus colegas intelectuales.
A finales de la década, Carrión experimentó dificultades económicas y profesionales. Tras perder su columna en El Universo, trabajó en diversos medios y publicó "La Muerte en su Isla", galardonada con el premio Leopoldo Alas en 1968. Su revista "La Calle" dejó de circular, y Carrión aceptó un puesto en la OEA en Washington, lo que le proporcionó estabilidad financiera. En la década de 1970, Carrión continuó su labor periodística y literaria, colaborando con medios como "Diario las Américas" y publicando libros de cuentos y relatos históricos. Regresó a Ecuador en 1976 y retomó su actividad periodística en "El Comercio", donde su estilo crítico y su postura política generaron tanto admiración como controversia.

### Etapa final de su carrera
En la última etapa de su vida, Alejandro Carrión apoyó al gobierno de León Febres Cordero, lo que generó críticas y controversia debido a su pasado como intelectual de izquierda. Su estilo periodístico se volvió más personal, alejándose de su anterior humor e ironía. Además, incursionaría en el ensayo histórico. En 1978 publicaría "La otra historia", donde exploraría dimensiones no tomadas en cuenta de importantes personajes históricos. Además, Carrión continuó con este proyecto y publicó sus ensayos históricos "Nuestro Simón Bolívar" y "En el reino de los Golillas". Pocos años más tarde recibió el Premio Nacional Eugenio Espejo en 1985. Terminaría su tetralogía histórica con "El último rincón del mundo", título que hace alusión a Loja, su ciudad natal. Como periodista publicó muchas de sus historias bajo el seudónimo "Juan sin Cielo", haciendo homenaje al poema de Jorge Carrera Andrade. Además rescataría la poesia de Julio Zaldumbide, a quien calificó como “la vera efigie” del romanticismo, publicando finalmente una edición completa de sus poemas. Carrión mantuvo su actividad periodística hasta su fallecimiento en 1992. De manera póstuma se editarían sus obras completas en quince volúmenes con la edición del Banco Central del Ecuador.

## Legado y reconocimiento
Sobre su poesía, Juana de Ibarbourou diría que Carrión uno de los principales atractivos de su obra era que “tenía la inocencia de no saber cuan grande poeta era”. De igual manera el escritor Alberto Hidalgo lo situó entre los mayores poetas del continente. Fue además incluido en antologías publicadas en Estados Unidos, como la del crítico literario Dudley Fitts que lo incluyó entre los “Cinco poetas jóvenes de América” junto a como Tennessee Williams y John Frederick Nims. Fue la primera persona en ganar el Premio Nacional Eugenio Espejo, máximo galardón cultural de su país, en la categoría de "Literatura" en 1986. Sobre su narrativa, el cuento "La manzana dañada" sería calificado por Isaac J. Barrera como un libro que iniciaba una nueva línea de creación del género en Ecuador. Su poema "Pequeña Ciudadana", fue musicalizado por Segundo Cueva Celi.

## Análisis de su obra

### Poesía
Su poesía se divide en dos jornadas. La primera desde 1932 hasta 1957 y la segunda desde 1957 hasta 1984. La primera jornada inicia con los vanguardistas "Poemas de un portero" (1934), dedicados a Pablo Palacio, se caracteriza por una "luminosa hermosura". Fue continuado por un poemario con un profundo contenido humano, titulado "Luz del Nuevo Paisaje" (1935) y sus poemas dedicados a la España republicana durante la guerra civil.
Después su poesía daría un vuelco hacia el mundo interior, alejándose de los temas sociales con "Poesía de la soledad y el deseo", lo que le valdría convertirse en el representante de la Poesía en la Junta General de la Casa de la Cultura Ecuatoriana. De ahí destacan los poemas  “Dulce niñera rubia de los sueños” que fue incluido en varias antologías y traducido por Dudley Fitts. También “La espera jubilosa”, se convertiría en letra de un pasillo y su talento sería alabado por Juana de Ibarbourou y Alberto Hidalgo. Continuó con el poemario "Agonía del Árbol y la Sangre" donde explora la expresión y de la técnica, y cuyo primer poema fue mal recibido por Anderson Imbert. Sin embargo los poemas “Canto a mi silencio” sería bien recibido por Eduardo Barrios, y "Plegaria” sería traducido al inglés por Dudley Fitts. Su siguiente poemario "La noche oscura" tendría más éxito y sería impulsado por Carrera Andrade. Destacarían los poemas “Jonás” a juicio de Luis Cardoza y Aragón, "Tiniebla” uno de sus más importantes e “Invitación a la fiesta de la tristeza”. Después incursionaría en la épica con  "Sangre sobre la tierra" (1946-1957), con su poema “Canto a la América Española”, "Canto a la línea equinoccial” y “Túmulo de Vargas Torres” alabado por José María Egas.
A esto le seguiría la "Segunda Jornada" con su poemario "Nunca! Nunca" (1955-1957), donde muestra dominio sobre las formas clásicas, en especial el soneto y destacan los poemas "La consolación por la filosofía”, según Gonzalo Zaldumbide y “Nupcial”, que es el favorito de Alejandro Carrión. El siguiente poemario fue "El tiempo que pasa" (1964) donde muestra Carrión su indudable madurez poética y "Poeta y peregrino" (Caracas, 1966).  Alcanzaría mayor reconocimiento cuando Francisco Aguilera grabó una selección de su poesía para el Archivo de la Palabra de la Biblioteca del Congreso de Estados Unidos. Su grabación fue reproducida en la Woodberry Poetry Room de la Universidad de Harvard en un evento al que asistió junto a Archibald MacLeish.
En general Carrión ha descrito su obra poética como  "siempre cambiante, como cambia el espíritu, como varía el alma, como la vida se retuerce sobre sí misma y siempre idéntica a su propia verdad, se muestra distinta en la misma forma que los diversos instantes del día". Igualmente se ha calificado la evolución de su obra de la siguiente manera: "balbucea y tropieza la voz de Carrión Aguirre en sus tramos iniciales, pero se yergue sabia y perturbadora en su ciclo de madurez." A juicio de Rodríguez Castelo, su obra se caracteriza por su carga conceptual y amplitud del discurso lírico, y lo consideró como uno de los pocos poetas de talla de su generación. En el año 2010 se publicaría una edición completa de su poesía, en su colección "Memoria de Vida"

### Narrativa
Además de su poesía, Carrión incursionó con éxito en el relato, destacando su libro de cuentos "La manzana dañada" y su novela "La Espina". El primero de ellos sería calificado por Isaac J. Barrera como un libro que iniciaba una "nueva línea de creación del genero" en Ecuador, lo que convierte a Carrión en uno de los referentes de la nueva narrativa ecuatoriana. Sobre ambas obras se expresó el crítico Rodríguez Castelo de la siguiente manera:

La Espina está hermosamente escrita, obsesiva en su ambiente y cruel para penetrar en los mas obscuros recovecos de la pasión humana. Ya Carrión había anunciado estas calidades en otro libro bello y desolador: ‘‘La manzana dañada’’, 1948.
Rodríguez Castelo - Literatura ecuatoriana, 1830-1980

Años más tarde, en 1970 Alejandro Carrión publicaría su libro de cuentos "La llave perdida", y que tendría éxito editorial y de crítica. A lo que seguirían tres libros de cuentos más, el primero titulado "Mala procesión de hormigas" en 1978, los dos últimos en 1983 bajo el título de "Divino tesoro", con una recopilación de cuentos de su juventud y "Una pequeña muerte", con cuentos posteriores.

### Crítica
Como crítico literario continuó el legado de Gonzalo Zaldumbide, Isaac J. Barrera y Aurelio Espinosa Pólit de rescatar los escritores de la época colonial, así como vincular la literatura ecuatoriana a la basta literatura en español con estudios sobre el Siglo de Oro titulados "Los compañeros de Don Quijote" en 1948 y sus importantes estudios "Los poetas quiteños de "El Ocioso en Faenza”" de 1957 sobre los jesuitas expulsados en el siglo XVIII, culminando con la "Antología General de la Poesía Ecuatoriana durante la Colonia Española" en 1992. Además, en el año 1960 fue encargado por la OEA, junto a Isaac J. Barrera para confeccionar la parte del Ecuador que corresponde al Gran Diccionario de la Literatura Americana. También haría crítica literaria de escritores contemporáneos, que publicaría en 1983 bajo el título de "Galería de retratos". Ahí presentaría su lectura de escritores como Carrera Andrade, Gallegos Lara, Palacio, Dávila Andrade, Vera, Arturo Borja, Medardo Angel Silva, Adoum, Tobar García. Además rescató a autores olvidados como Eduardo Mera, Miguel Angel León, Alfonso Cuesta y Cuesta, José Alfredo Llerena y David Ledesma Vásquez. Uno de sus importantes aportes en este sentido fue su colaboración para la edición de la poesía completa de Julio Zaldumbide, considerado ahora como el poeta romántico más importante de su país.

## Obra

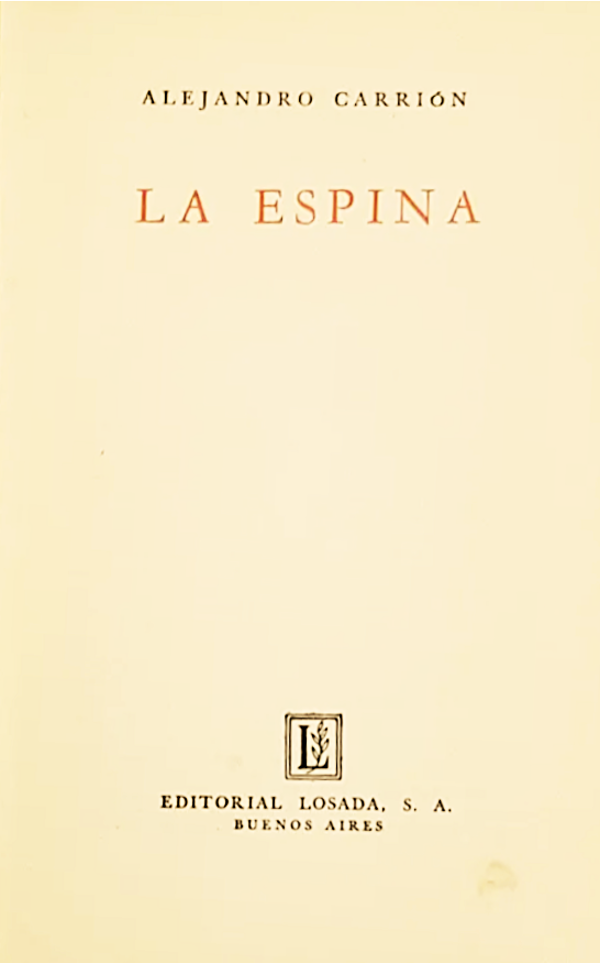
La Espina

### Poesía
- Poemas de un portero (1932-1934)
- Luz del nuevo paisaje (1934-1935), 37 pp.
- Aquí, España Nuestra!, tres poemas en esperanza y amargura (1938), 7 pp.
- Poesía de la soledad y el deseo (1934-1939), 64 pp.
- Agonía del árbol y la sangre (1934 -1944), 55 pp.
- La noche oscura (1934-1954), 62 pp.
- Cuaderno de canciones (1954), 29 pp.
- Canto a la América Española (1954), 20 pp.
- La sangre sobre la tierra (1946-1957)
- Nunca! Nunca (1955-1957)
- El Tiempo que pasa (1957-1962)
- Poeta y peregrino (1960-1965)

### Novela
- La Espina (1959), 215 pp.
- Los ojos de los otros, inédita (1969)

### Cuentos
- La manzana dañada (1948), 166 pp.
- Muerte en su Isla (1968), 170 pp.
- La llave perdida (1970), 191 pp.
- Mala procesión de hormigas (1978), 243 pp.
- Divino tesoro (1983), 416 pp.
- Una pequeña muerte (1983), 313 pp.

### Crítica literaria
- Los compañeros de Don Quijote (1948), 44 pp.
- Elogio de la novela policíaca (1948), 8 pp.
- Primicias de la poesía quiteña (1954), 80 pp.
- Los poetas quiteños de "El Ocioso en Faenza” (1957), 266 pp.
- Diccionario de la Literatura Americana, escritores de Ecuador, junto a Isaac J. Barrera (1960)
- Galería de retratos (1983), 182 pp.
- Antología General de la Poesía Ecuatoriana durante la Colonia Española (1992), 355 pp.

### Historia
- La otra historia, ensayos históricos (1978), 194 pp.
- Nuestro Simón Bolívar, ensayos históricos (1983), 193 pp.
- En el reino de los Golillas, ensayos históricos (1983), 177 pp.
- El último rincón del mundo, ensayos históricos (1992), 398 pp.

### Ensayos y crónicas
- Los caminos de Dios, ensayos sobre lo trascendente (1983), 323 pp.
- Gana de hablar, miscelánea (1983), 213 pp.
- La pavimentación del infierno, miscelánea (1983)
- Esta vida de Quito por Juan sin Cielo, crónicas para El Universo (1983), 253 pp.
- Una Cierta Sonrisa, crónicas para la Revista Diners (1992), 233 pp.

### Diarios y revistas donde colaboró
- Diario "El Tiempo", Bogotá, (1947)
- Diario "La Tierra", Quito (1942-1948)
- Diario "El Sol", Quito, (1950)
- Diario "La Razón", Guayaquil, (1968-1969)
- Diario "El Universo", Guayaquil, (1948-1968)
- Diario "Las Américas", Miami, (1970-1979)
- Diario "El Comercio", Quito (1980-1992)
- Revista de la Casa de la Cultura Ecuatoriana, (1945-1950)
- Revista "Letras del Ecuador", (1945-1950)
- Revista "Sábado", Bogotá, (1947)
- Revista "La Calle", Quito (1959-1969)
- Revista "Vistazo", Guayaquil (1969-1992)
- Revista "Américas", Washington D. C. (1977-1979)
- Revista de la Sociedad Jurídico-Literaria (1981-1982)

### Obras completas
- Obras Completas de Alejandro Carrión, Vol. 1, Banco Central del Ecuador, La Manzana Dañada
- Obras Completas de Alejandro Carrión, Vol. 2, Banco Central del Ecuador, La Otra Historia
- Obras Completas de Alejandro Carrión, Vol. 3, Banco Central del Ecuador, Galería de Retratos
- Obras Completas de Alejandro Carrión, Vol. 4, Banco Central del Ecuador, Poesía: Primera Jornada (1932-1957)
- Obras Completas de Alejandro Carrión, Vol. 5, Banco Central del Ecuador, Esta Vida de Quito Por: Juan Sin Cielo
- Obras Completas de Alejandro Carrión, Vol. 6, Banco Central del Ecuador, Divino Tesoro
- Obras Completas de Alejandro Carrión, Vol. 7, Banco Central del Ecuador, Poesía Segunda Jornada (1957-1984)
- Obras Completas de Alejandro Carrión, Vol. 8, Banco Central del Ecuador, Los Caminos de Dios
- Obras Completas de Alejandro Carrión, Vol. 9, Banco Central del Ecuador, Gana de Hablar
- Obras Completas de Alejandro Carrión, Vol. 10, Banco Central del Ecuador, Los poetas quiteños de "El ocioso en Faenza"
- Obras Completas de Alejandro Carrión, Vol. 11, Banco Central del Ecuador, Una Pequeña Muerte
- Obras Completas de Alejandro Carrión, Vol. 12, Banco Central del Ecuador, Los compañeros de Don Quijote
- Obras Completas de Alejandro Carrión, Vol. 13, Banco Central del Ecuador, En el reino de los golillas
- Obras Completas de Alejandro Carrión, Vol. 14, Banco Central del Ecuador, La pavimentación del infierno
- Obras Completas de Alejandro Carrión, Vol. 15, Banco Central del Ecuador, Nuestro Simón Bolívar